# Гаплогруппа W6 (мтДНК)
Гаплогруппа W6 — гаплогруппа митохондриальной ДНК человека.

## Распространение

### Кавказ
Тюркоязычные народы
- Балкарцы — 15,3 % (235)
  - чегемцы — 28,3 %
  - холамцы — 21,4 %
  - малкарцы — 12,5 %
  - баксанцы — 9,1 %
  - безенгиевцы — 2,6 %
- Карачаевцы — 1,6 % (123)

## Палеогенетика
Принимая во внимание факт обнаружения данной гаплогруппы на огромных территориях евразийского материка среди образцов древних египетских мумий, представителей древнеямной археологической культуры, у населения периода среднего неолита c территории Германии, а также наличие базальных линий гаплогруппы W6 в Анатолии, на Южном Кавказе и в изученных нами популяциях Северного Кавказа, можно поддержать гипотезу о распространении гаплогруппы W6 после окончания последнего ледникового максимума с территории Анатолии.

### Неолит
Балканский неолит
- I17981 | Grave 13 __ Dzhulyunitsa-Smardesh __ Джулюница (Великотырновская область), Болгария __ 6100-5450 BCE (7725±188 BP) __ Ж __ W6.[3]

### Бронзовый век
Ямная культура
- I0357 | SVP5 __ Lopatino (kurgan 1) __ Лопатино (Красноярский район), Самарская область, Россия __ 3090-2913 calBCE (4380±30 BP, Beta-392489) __ Ж __ W6c.[4][5]

Шахри-Сухте
- I11480 | 424, IRR Grave 22e (Central-E), Period I/II, phases 8-7 __ Систан и Белуджистан, Иран __ 2900–2800 BCE (4800 BP) __ М __ J > J-M241 # W6.[6]

Фатьяновская культура
- VOR004 __ Voronkovo (8) __ Ярославская область, Россия __ 2878-2627 calBCE (4153±33 BP, UBA-41640) __ Ж __ W6.
- TIM006 — Timofeyevka (2) __ Ивановская область, Россия __ 2833-2470 calBCE (4031±36 BP, UBA-41635) __ Ж __ W6.

Катакомбная культура
- I20077 | SK3.9 __ Sărăteni (kurgan 3, burial 9) __ Саратены, Хынчештский район, Молдавия __ 2800–2200 BCE (4450±173 BP) __ М __ R1b1a1b1b (R-M12149) > R-BY44400 # W6.[3]

Сапаллинская культура
- I5605 | UZ-BST-010 __ Bustan (site 7, grave 84, 56-62) __ Шерабадский район, Сурхандарьинская область, Узбекистан __ 1600–1300 BCE (3400 BP) __ Ж __ W6.[6]

Среднеассирийский период
- I4098 | HSNL758; 65-31-758 (Box 56) __ Хасанлу __ Западный Азербайджан, Иран __ 1496-1323 calBCE (3150±20 BP, PSUAMS-3118) __ Ж __ W6.[3]

### Железный век
Лчашен-мецаморская культура
- I19343 | P5976; 606-1 __ Карашамб __ Котайкская область, Армения __ 1150–1000 BCE (3025±43 BP) __ М __ R1b1a1b1b (R-M12149) > R-L584 # W6.[3]

Урарту (Этиуни)
- I18469 | P5780 Noratus; Tomb 10; EIA-2 __ Норатус __ Гегаркуникская область, Армения __ 1050–780 BCE (2865±78 BP) __ М __ I2 (I-L596) > I-SK1270 # W6.[3]

### Средние века
Византия
- I20266 | 17SM60_B1 __ Samantaş __ Ятаган (Мугла), Турция __ 491-717 CE (1346±65 BP) __ М __ R1b1a1b2a2 (R-FT61494) # W6.
- I4475 | D6 __ Дара __ Мардин (ил), Турция __ 675-774 calCE (1275±15 BP, PSUAMS-4140) __ М __ R1a1a1b2a2 (R-Z2124) # W6.
- I10430 | UK-X12 __ Ылыпынар __ Орхангази, Бурса (ил), Турция __ 679-823 calCE (1255±15 BP, PSUAMS-4781) __ М __ I2a1a2b1a1 (I-Y3120) # W6.
- I14651 | Locus 65; TH15 BF1020 __ Тель-Башир __ Огузели, Газиантеп (ил), Турция __ 1100-1300 CE (750±58 BP) __ М __ G2a2b2a1a1a1b2 (G-PH1780) # W6.

Королевство Польское
- VK211 | Poland_Cedynia gr. 435 __ Цедыня __ Грыфинский повет, Западно-Поморское воеводство, Польша __ XI–XIII вв. __ М __ R1b1a1b # W6.[8]

## Публикации
2015
- Mathieson I, Lazaridis I, Rohland N, et al. (December 2015). Genome-wide patterns of selection in 230 ancient Eurasians. Nature. 528 (7583): 499–503. doi:10.1038/nature16152. PMC 4918750. PMID 26595274.

2018
- Mathieson I, Alpaslan-Roodenberg S, Posth C, et al. (March 2018). The genomic history of southeastern Europe. Nature. 555 (7695): 197–203. doi:10.1038/nature25778. PMC 6091220. PMID 29466330.

2019
- Джаубермезов М. А., Екомасова Н. В., Рейдла М., Литвинов С. С., Габидуллина Л. Р., Виллемс Р., Хуснутдинова Э. К. Генетическая характеристика балкарцев и карачаевцев по данным об изменчивости митохондриальной ДНК // Генетика. — 2019. — Т. 55, № 1. — С. 110—120.
- Narasimhan VM, Patterson N, Moorjani P, et al. (September 2019). The formation of human populations in South and Central Asia. Science. 365 (6457): eaat7487. doi:10.1126/science.aat7487. PMC 6822619. PMID 31488661.

2020
- Margaryan A, Lawson DJ, Sikora M, et al. (September 2020). Population genomics of the Viking world. Nature. 585 (7825): 390–396. doi:10.1038/s41586-020-2688-8. PMID 32939067.

2021
- Saag L, Vasilyev SV, Varul L, et al. (January 2021). Genetic ancestry changes in Stone to Bronze Age transition in the East European plain. Science Advances. 7 (4): eabd6535. doi:10.1126/sciadv.abd6535. PMC 7817100. PMID 33523926.

2022
- Lazaridis I, Alpaslan-Roodenberg S, Acar A, et al. (August 2022). The genetic history of the Southern Arc: A bridge between West Asia and Europe. Science. 377 (6609): eabm4247. doi:10.1126/science.abm4247. PMC 10064553. PMID 36007055.